# David Forde

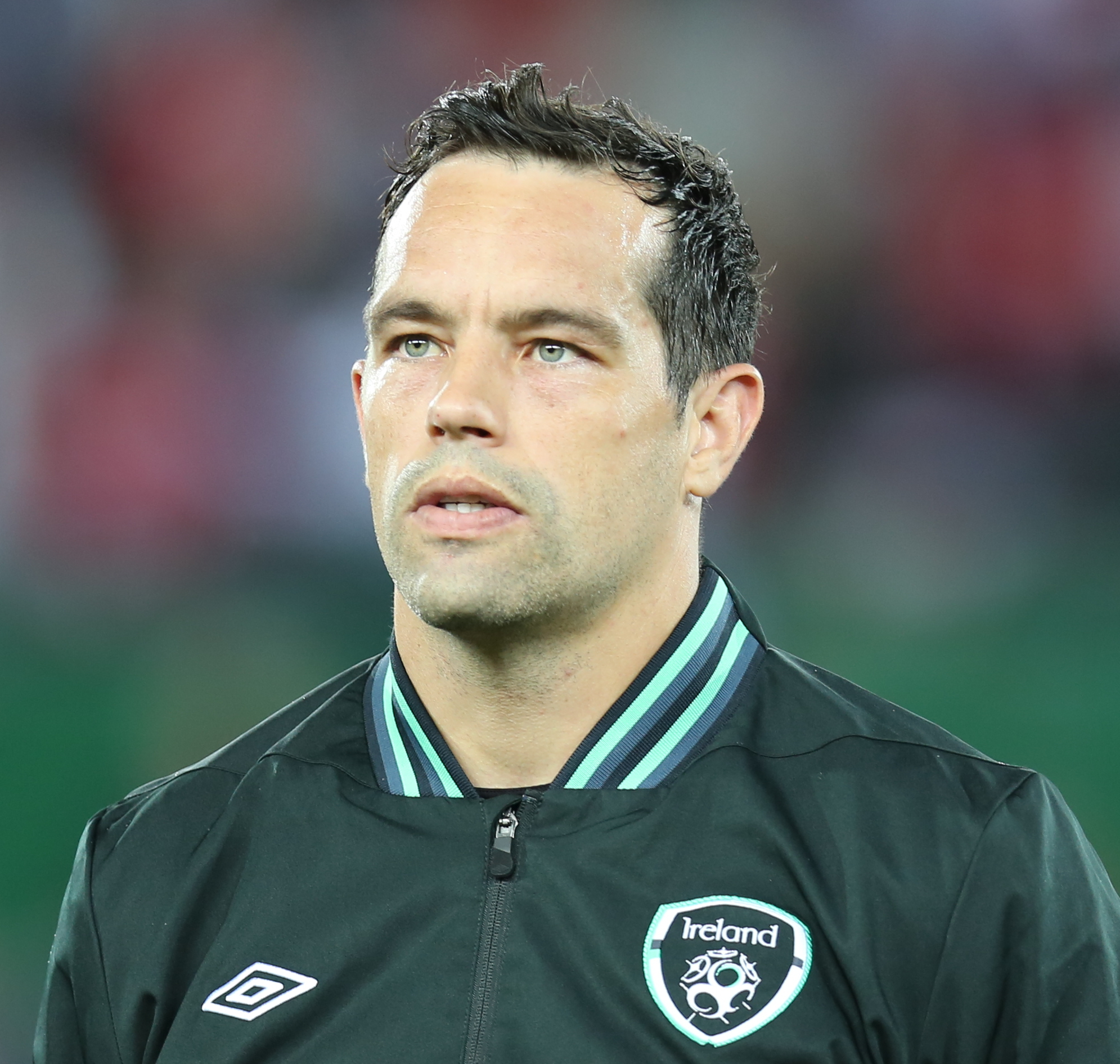
Forde för Irland under kvalet till VM 2014

David Forde, född 20 december 1979, är en irländsk före detta fotbollsmålvakt. Han har gjort 23 A-landskamper för Irland, och var en del av truppen till Fotbolls-EM 2012. 
Forde spelade bland annat i Millwall FC, och har sedan tidigare spelat i dess lokalrivaler West Ham United mellan 2002 och 2004, men han gjorde inte en enda match.